# Google Web Toolkit
Google Web Toolkit (GWT) е съвкупност от библиотеки (framework) с отворен код, позволяващи писането на AJAX приложения на Java.
Изходният код на програмата се пише изцяло на Java, като посредством Java-to-JavaScript компилатор се генерира JavaScript кодът. GWT позволява да се изработят сравнително лесно интерактивни уеб приложения, които да вървят през уеб браузър.